# غراند بلانك
غراند بلانك (بالإنجليزية: Grand Blanc, Michigan)‏ هي مدينة تقع في مقاطعة جينيسي (ميشيغان) بولاية ميشيغان في شمال شرق الولايات المتحدة. تأسست عام 1823، تبلغ مساحة هذه المدينة 9.4 (كم²)، وترتفع عن سطح البحر 255 م، بلغ عدد سكانها 8276 نسمة في عام 2010 حسب إحصاء مكتب تعداد الولايات المتحدة وتصل الكثافة السكانية فيها 885.1 نسمة/كم2.

## التركيبة السكانية
قام مكتب تعداد الولايات المتحدة بتحديد بيانات التركيبة السكانية لغراند بلانكفي تعداد الولايات المتحدة. في ما يلي، التركيبة السكانية حسب تعدادي 2000 و2010.

### تعداد عام 2000
بلغ عدد سكان غراند بيتش 221 نسمة بحسب تعداد عام 2000، وبلغ عدد الأسر 108 أسرة وعدد العائلات 69 عائلة مقيمة في القرية.
وتوزع التركيب العرقي للقرية بنسبة 98.19% من البيض و 1.36% من الأمريكيين الأفارقة و 0.45% من عرقين مختلطين أو أكثر.
بلغ عدد الأسر 108 أسرة كانت نسبة 13.9% منها لديها أطفال تحت سن الثامنة عشر تعيش معهم، وبلغت نسبة الأزواج القاطنين مع بعضهم البعض 60.2% من أصل المجموع الكلي للأسر، ونسبة 2.8% من الأسر كان لديها معيلات من الإناث دون وجود شريك، وكانت نسبة 36.1% من غير العائلات. تألفت نسبة 30.6% من أصل جميع الأسر من أفراد ونسبة 16.7% كانوا يعيش معهم شخص وحيد يبلغ من العمر 65 عاماً فما فوق. وبلغ متوسط حجم الأسرة المعيشية 2.54، أما متوسط حجم العائلات فبلغ 2.05.
بلغ العمر الوسطي للسكان 56 عاماً. وكانت نسبة 13.1% من القاطنين تحت سن الثامنة عشر، وكانت نسبة 2.7% بين الثامنة عشر والأربعة وعشرون عاماً، ونسبة 14.5% كانت واقعةً في الفئة العمرية ما بين الخامسة والعشرون حتى والأربعة وأربعون عاماً، ونسبة 42.5% كانت ما بين الخامسة والأربعون حتى الرابعة والستون، ونسبة 27.1% كانت ضمن فئة الخامسة والستون عاماً فما فوق. يوجد لكل 100 أنثى 85.7 ذكر، ويوجد لكل 100 أنثى في الثامنة عشر من عمرها فما فوق 90.1 ذكر.
بلغ متوسط دخل الأسرة في القرية 61,875 دولار، أما متوسط دخل العائلة فبلغ 103,369 دولار. وكان متوسط دخل الذكور 86,188 دولار مقابل 36,875 دولار للإناث. وسجل دخل الفرد الخاص بالقرية 51,788 دولار.

### تعداد عام 2010
بلغ عدد سكان غراند بيتش 272 نسمة بحسب تعداد عام 2010، وبلغ عدد الأسر 133 أسرة وعدد العائلات 84 عائلة مقيمة في القرية. في حين سجلت الكثافة السكانية 298.9 نسمة لكل ميل مربع (115.4/كم2). وبلغ عدد الوحدات السكنية 414 وحدة بمتوسط كثافة قدره 454.9 لكل ميل مربع (175.6/كم2).
وتوزع التركيب العرقي للقرية بنسبة 100.0% من البيض.
بلغ عدد الأسر 133 أسرة كانت نسبة 15.8% منها لديها أطفال تحت سن الثامنة عشر تعيش معهم، وبلغت نسبة الأزواج القاطنين مع بعضهم البعض 57.9% من أصل المجموع الكلي للأسر، ونسبة 3.8% من الأسر كان لديها معيلات من الإناث دون وجود شريك، بينما كانت نسبة 1.5% من الأسر لديها معيلون من الذكور دون وجود شريكة وكانت نسبة 36.8% من غير العائلات. تألفت نسبة 34.6% من أصل جميع الأسر من أفراد ونسبة 21.8% كانوا يعيش معهم شخص وحيد يبلغ من العمر 65 عاماً فما فوق. وبلغ متوسط حجم الأسرة المعيشية 2.58، أما متوسط حجم العائلات فبلغ 2.05.
بلغ العمر الوسطي للسكان 60.2 عاماً. وكانت نسبة 15.8% من القاطنين تحت سن الثامنة عشر، وكانت نسبة 2.7% بين الثامنة عشر والأربعة وعشرون عاماً، ونسبة 8% كانت واقعةً في الفئة العمرية ما بين الخامسة والعشرون حتى والأربعة وأربعون عاماً، ونسبة 37.9% كانت ما بين الخامسة والأربعون حتى الرابعة والستون، ونسبة 35.7% كانت ضمن فئة الخامسة والستون عاماً فما فوق. وتوزع التركيب الجنسي للسكان بنسبة 48.2% ذكور و51.8% إناث.

## وصلات خارجية
- www.cityofgrandblanc.com
- The US50 - Cities and Towns in Michigan State